# Кроуфорд (округ, Канзас)
Шаблон:StateAbbr_ 37°31′00″ пн. ш. 94°51′00″ зх. д. / 37.5167° пн. ш. 94.85° зх. д.
Округ Кроуфорд (англ. Crawford County) — округ (графство) у штаті Канзас, США. Ідентифікатор округу 20037.

## Історія
Округ утворений 1867 року.

## Демографія
За даними перепису 
2000 року 
загальне населення округу становило 38242 осіб, зокрема міського населення було 24116, а сільського — 14126.
Серед мешканців округу чоловіків було 18634, а жінок — 19608. В окрузі було 15504 домогосподарства, 9436 родин, які мешкали в 17221 будинках.
Середній розмір родини становив 2,96.
Віковий розподіл населення поданий у таблиці:
| Стать    | До 15 років | 15-21 | 22-29 | 30-39 | 40-49 | 50-65 | 65-85 | Понад 85 |
| -------- | ----------- | ----- | ----- | ----- | ----- | ----- | ----- | -------- |
| Чоловіки | 3646        | 2823  | 2596  | 2334  | 2436  | 2615  | 1893  | 291      |
| Жінки    | 3493        | 2784  | 2150  | 2232  | 2509  | 2714  | 2939  | 787      |

## Суміжні округи
- Бурбон — північ
- Вернон, Міссурі — північний схід
- Бартон, Міссурі — схід
- Джеспер, Міссурі — південний схід
- Черокі — південь
- Лабетт — південний захід
- Ніошо — захід

## Виноски
1. ↑  U.S. Decennial Census. United States Census Bureau. Архів оригіналу за 26 квітня 2015. Процитовано 22 липня 2014.
2. ↑  Historical Census Browser. University of Virginia Library. Архів оригіналу за 11 серпня 2012. Процитовано 22 липня 2014.
3. ↑  Population of Counties by Decennial Census: 1900 to 1990. United States Census Bureau. Архів оригіналу за 5 червня 2019. Процитовано 22 липня 2014.
4. ↑  Census 2000 PHC-T-4. Ranking Tables for Counties: 1990 and 2000 (PDF). United States Census Bureau. Архів оригіналу (PDF) за 18 грудня 2014. Процитовано 22 липня 2014.
5. ↑  State & County QuickFacts. United States Census Bureau. Архів оригіналу за 9 липня 2011. Процитовано 22 липня 2014.(англ.) Наведено за англійською вікіпедією.
6. ↑  American FactFinder. Бюро перепису населення США. Архів оригіналу за 29 липня 2011. Процитовано 31 січня 2008.

| США | Це незавершена стаття з географії США. Ви можете допомогти проєкту, виправивши або дописавши її. |